# 维德 (华盛顿州)
维德（英文：Vader），是美国华盛顿州刘易斯县下属的一座城市。根据 2000年美国人口普查，该市有人口590人。根据2010年美国人口普查，该市有人口621人。而2011年估计该市有626人。